# Edwin van der Sar
Edwin van der Sar, född 29 oktober 1970 i Voorhout, är en nederländsk före detta fotbollsmålvakt som mellan 1995 och 2008 spelade 130 matcher för det nederländska landslaget.
van der Sar hade en lång fotbollskarriär med spel både i storklubbar och i det nederländska landslaget, vilka han har representerat i VM- och EM-sammanhang. 1995 vann van der Sar Uefa Champions League med Ajax. År 2001 gick han till Fulham FC i Premier League, för att sommaren 2005 gå till ligakonukurrenten Manchester United.
2008 vann han både Premier League och Champions League med Manchester United, där van der Sar speciellt i Champions League-finalen mot Chelsea FC spelade en avgörande roll, då han räddade den avgörande straffen från Nicolas Anelka.
Den 7 juli 2023 drabbades han av en hjärnblödning när han var på semester i Kroatien.

## Klubblagskarriär

### Ajax
van der Sar föddes i Voorhout och började sin karriär i klubben i sin hemstad, Foreholte, och senare i Noordwijk. Vid relativt hög ålder uppmärksammades han av Louis van Gaal och skrev på för Ajax. Även om han gick med sent i karriären fick han en plats i reservlaget och väntade ivrigt på att van Gaal skulle ta ut honom till A-laget. Han stannade länge i laget och vann många titlar, däribland UEFA-cupen 1991/1992 och UEFA Champions League 1994/1995. Han blev utsedd till Europas bästa målvakt 1995, han stod också i mål i Champions League-finalen säsongen 1995/1996, där Ajax förlorade på straffar mot Juventus. Han gjorde totalt 226 matcher för AFC Ajax och han gjorde också ett mål under en match mot De Graafschap på straff, då Ajax vann med 8–1, under säsongen 1997/1998.

### Juventus
1999 gick van der Sar över till Juventus, för vilka han spelade 66 Serie A-matcher fram till dess att Gianluigi Buffon skrev på för laget. van der Sar blev Juventus första icke-italienska målvakt.

### Fulham

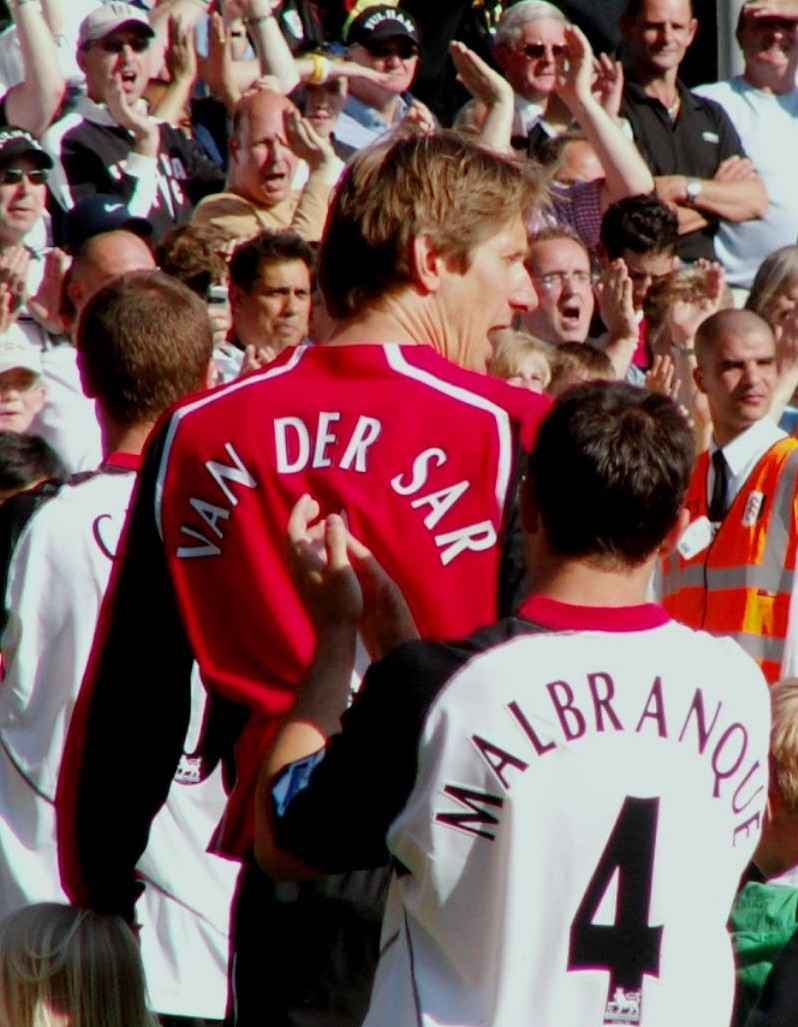
van der Sar i Fulham.

Efter att Juventus köpt Buffon blev van der Sar petad och fick sitta på bänken. Han flyttade sommaren 2001 till Fulham FC för £7,1 miljoner. Han skrev på ett fyraårskontrakt. Han skulle komma att spela 127 ligamatcher för Fulham. Hans framträdanden i The Cottagers drog till sig uppmärksamhet från Manchester United och deras tränare Alex Ferguson.

### Manchester United

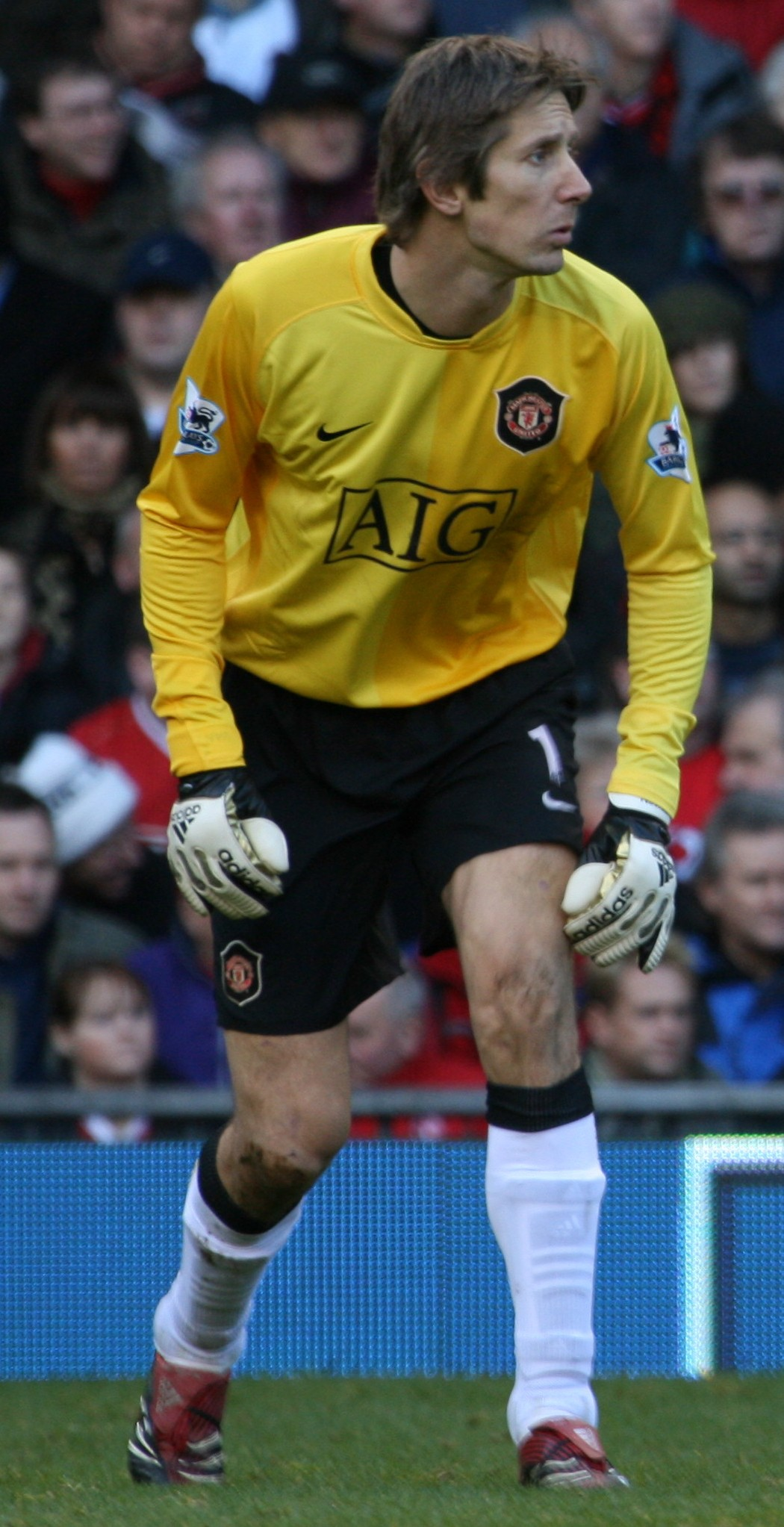
van der Sar spelande för Manchester United.

van der Sar flyttade till Manchester United den 10 juni 2005 för £2,0 miljoner.[källa behövs] Alex Ferguson säger att han är den bästa målvakten klubben haft sen Peter Schmeichel.[källa behövs]
Den 5 maj 2007 hjälpte hans straffräddning att säkra en 1–0 ledning mot Manchester City i Manchesterderbyt. Dagen efter misslyckades Chelsea med att vinna över Arsenal på Emirates Stadium och därmed vann Manchester United sin sextonde liga-titel och van der Sars första. Han blev också uttagen till PFA Team of the Year. Tre månader senare var han med och vann den 16 Community Shield mot Chelsea, där van der Sar räddade tre straffar i rad under straffläggningen.
Under säsongen 2007/2008 hjälpte van der Sar bland annat Manchester United att vinna Champions League för tredje gången genom att besegra Chelsea i finalen i Moskva med 6–5 på straffar (1–1 efter ordinarie tid). Chelsea hade chansen och vinna efter att Cristiano Ronaldo missat sin straff, men John Terry halkade när han skulle skjuta och missade målet, varpå van der Sar tar Nicolas Anelkas straff två omgångar senare.
van der Sar skrev på ett kontrakt för ett år den 12 december 2008, vilket betydde att han skulle stanna i klubben fram till säsongen 2009/2010. Den 27 december 2009, hjälpte van der Sar Manchester United att sätta ett nytt klubbrekord i antal matcher utan att släppa in mål – klubbens 5–0-vinst över WBA betydde att United hade spelat 11 matcher, eller 1 032 minuter, utan att släppa in ett mål och slog därmed Petr Čechs gamla rekord på 10 matcher, eller 1 025 minuter, från säsongen 2004/2005. Fyra dagar senare överträffade han det engelska liga-rekordet, när han slog Steve Deaths rekord på 1 103 minuter. Slutligen, den 18 februari 2009, utökade van der Sar sitt rekord till 1 302 minuter och slog därmed José María Buljubasichs singelsäsongs-världsrekord i period tid utan att släppa in ett mål på 1 289 minuter. Hans rekordsvit slutade den 4 mars, då han släppte in ett mål av Peter Løvenkrands mot Newcastle efter nio minuter. Totalt hade van der Sar då hållit nollan i 1 311 minuter. Van der Sar bestämde sig i maj månad att han skulle lägga fotbollshandskarna på hyllan och lägga av med karriären. Den 28 maj 2011 spelade van der Sar sin karriärs sista match, då när Manchester United förlorade med 3-1 mot Barcelona i Champions League-finalen.

## Meriter
- VM i fotboll: 1994, 1998, 2006.
- EM i fotboll: 1996, 2000, 2004, 2008.
- Vinnare av UEFA Champions League 1994/1995 och 2007/2008.
- Vinnare av Interkontinentala cupen 1995.
- Vinnare av UEFA Super Cup 1995.
- Vinnare av Premier League 2006/2007, 2007/2008, 2008/2009 och 2010/2011.
- Vinnare av PTT Telecompetitie 1993/1994, 1994/1995, 1995/1996 och 1997/1998.
- Vinnare av KNVB beker 1992/1993, 1997/1998 och 1998/1999.